# Maximilian von Liechtenstein

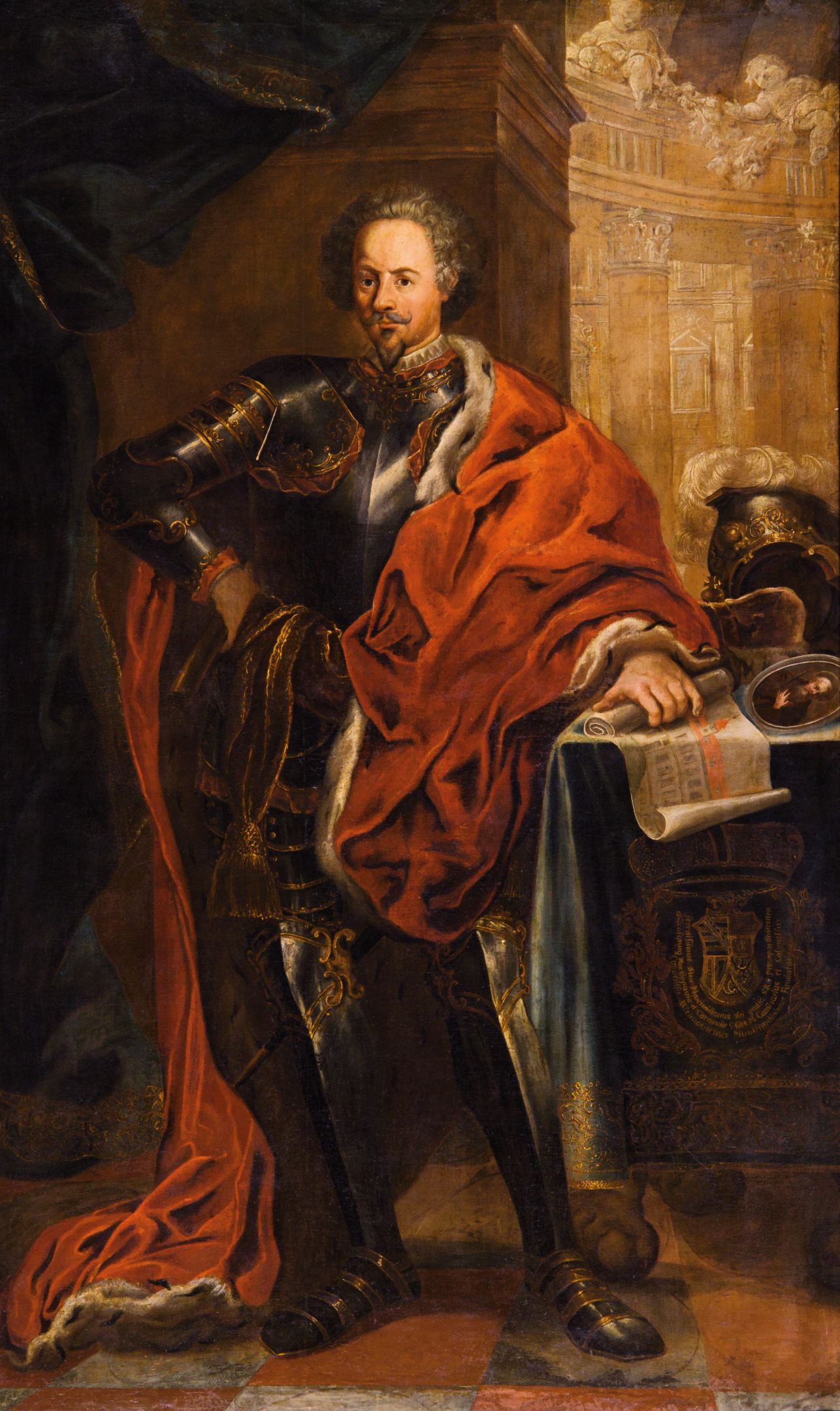
Maximilian von Liechtenstein

Maximilian von Liechtenstein (* 6. November 1578 auf Schloss Feldsberg; † 23. April 1643 in Raab) war ein Mitglied des Hauses Liechtenstein, kaiserlicher Feldzeugmeister und seit 1623 Reichsfürst.

## Biografie

### Frühe Jahre und Aufstieg
Liechtenstein war der vierte Sohn des kaiserlichen Rats Hartmann II. von Liechtenstein (1544–1585) und dessen Gattin Anna Maria, geborene Gräfin zu Ortenburg (1547–1601). Er wurde im evangelischen Glauben erzogen. Gemeinsam mit seinem jüngeren Bruder Gundaker war er 1595 zuerst an der Universität Padua, dann an der Universität Siena immatrikuliert. Von Oktober 1596 bis März 1597 studierten die Brüder an der Universität Bologna. Anschließend folgte die Kavalierstour. Im gleichen Jahr, 1597, heiratete er Katharina von Boskowitz und Černahora († 1637), jüngere Tochter von Johann von Boskowitz und Černahora, genannt Šembera († 1597), und dessen zweiter Gattin Anna, geborene Kraiger von Kraigk. Die Ehe blieb kinderlos. Mit dem Tod seines Schwiegervaters erlosch das Haus Boskowitz im Mannesstamm. Infolge der Eheschließung und der Erbteilung kamen die mährischen Herrschaften Butschowitz und Posorschitz mit Nowihrad (Nový Hrad) bei Adamsthal in seinen Besitz.
Am 23. Juli 1598 einigte sich Liechtenstein mit seinen Brüdern Karl und Gundaker auf die Teilung des elterlichen Erbes. Er erhielt die niederösterreichischen Herrschaften Rabensburg und Hohenau. Anfang 1600 konvertierte er zum Katholizismus, worauf ihn Papst Clemens VIII. in einem Schreiben beglückwünschte. 1601 wurde er von Kaiser Rudolf II. zum Reichshofrat ernannt. Schon vorher war er in die kaiserliche Armee eingetreten und kämpfte 1600 bei den Einheiten, die vergeblich versuchten, den von den Osmanen Belagerten in Kanitza Entsatz zu bringen. 1604 diente er unter Giorgio Basta in der Gegend von Gran, das erfolgreich gegen die Osmanen gehalten wurde. Auch 1605 kämpfte er noch in Ungarn, ehe er als Obrist in den Dienst der mährischen Stände trat. Für diese sollte er Truppen zum Schutz gegen die Osmanen anwerben.
Am 29. September 1606 schloss er mit seinen Brüdern einen Familienvertrag, welcher den jeweils Erstgeborenen der ältesten Linie als Oberhaupt des Hauses vorsah. Sämtliche Güter aus der Teilung von 1598 wurden in ein Familienfideikommiss überführt, wobei Liechtenstein für sich und seine etwaigen männlichen Nachkommen den Nießbrauch für die beiden niederösterreichischen Herrschaften behielt.
Beim Bruderzwist zwischen Kaiser Rudolf II. und Erzherzog Matthias 1608 standen er und sein Bruder Karl auf Seiten des Erzherzogs. Von diesem wurde er zum Oberst-Feldzeugmeister und damit zum Kommandanten der Artillerie in der Armee ernannt, mit der Matthias nach Böhmen zog. 1612 nahm er am Kampf gegen Venedig teil. 1613 wurde er zum kaiserlichen Geheimen Rat und zum Oberstallmeister ernannt und begleitete den Kaiser zum Reichstag nach Regensburg. Bei höfischen Festen nahm er an Turnieren nach mittelalterlichem Vorbild teil.

### Böhmischer Aufstand
Beim Ausbruch des böhmischen Ständeaufstandes 1618 stand Liechtenstein auf Seiten König Ferdinands. 1619 wurde er mit der Aufstellung von 500 Kürassieren beauftragt und diente in der Armee des Feldherrn Bucquoy. Bei dessen Rückzug vor den übermächtigen verbündeten ungarischen und böhmischen Einheiten in Richtung Wien zeichnete er sich beim Schutz des Übergangs über die Donau aus. Nachdem sich die Böhmen wieder zurückgezogen hatten, bekam er das Kommando über die Stadt Krems. Diese verteidigte er im November gegen gegnerische Truppen. 1620 wurde er erneut zum Oberst-Feldzeugmeister ernannt und nahm an den Kämpfen in Böhmen teil.
In der Schlacht am Weißen Berg 1620 hatte er großen Anteil am Sieg der kaiserlichen Truppen und der Katholischen Liga über die Armee der böhmischen Stände. Dort befehligte er das zweite Treffen. Nach der Schlacht zog er mit in Prag ein und übernahm die Krönungsinsignien. In Mähren war er an der Verfolgung der Aufständischen beteiligt. 1621 beteiligte er sich am Feldzug gegen die aufständischen Ungarn und übernahm in der kritischen Phase nach dem Tod des Feldherrn Bucquoy vertretungsweise den Oberbefehl. Die Gegner waren gestärkt und es machten sich bei den Kaiserlichen Versorgungsmängel bemerkbar. Weil die Soldaten nicht bezahlt wurden, begannen sie zu desertieren. Daraufhin musste er den Rückzug nach Preßburg antreten. 1622 kämpfte er in Schlesien und eroberte die Festung Glatz, die seit 1618 in der Hand der Aufständischen gewesen war.
Für seine Verdienste dankte ihm der Kaiser nicht nur mit einem Geschenk von 100.000 Gulden. Liechtenstein erhielt aus den konfiszierten Besitzungen Karls von Kaunitz die Herrschaft Steinitz. Damit wurden die kaiserlichen Schulden an den Kriegskosten für Liechtensteins Truppen abgegolten. Nachfolgend erwarb er weitere Güter, die er mit der Herrschaft Steinitz vereinte. 1623 kämpfte er zunächst erneut gegen die Ungarn, um danach den Oberbefehl über alle kaiserlichen Truppen in Böhmen zu übernehmen. Am 12. September desselben Jahres wurde er zusammen mit seinem Bruder Gundaker in den erblichen Reichsfürstenstand erhoben. Danach beteiligte er sich nur noch selten an direkten militärischen Aktionen. 1624 übernahm er den militärischen Schutz bei der Vertreibung der nichtkatholischen Geistlichen aus Mähren.

### Spätere Jahre
Nach dem Tod seines Bruders Karl 1627 übernahm Liechtenstein die Verwaltung des Majorats und übte bis 1632 die Vormundschaft über dessen Sohn und Haupterben der Familie Karl Eusebius aus. In dieser Zeit war er hauptverantwortlich für die Durchführung der Gegenreformation in den liechtensteinischen Besitzungen. Während des andauernden Dreißigjährigen Krieges geriet auch das Herzogtum Troppau in gegnerische Hände. Nach der Wiedereroberung durch Wallenstein wurde auch dort der Katholizismus mit Gewalt durchgesetzt.
Als Wohnsitz bevorzugte er Schloss Rabensburg in Niederösterreich. Er hatte die Anlage erweitern und zum Schloss umgestalten lassen. Den Hauptsaal schmückten Malereien mit seinen Kriegserlebnissen. Außerdem wurden moderne Befestigungsanlagen gebaut. 1628 erhielt er das böhmische Inkolat.
Gemeinsam mit seiner Gattin stiftete er 1633 das Paulanerkloster Wranau und trat 1635 in den Dritten Orden des Heiligen Franz von Paula ein. In der Krypta der seit 1617 in seinem und seines Bruder Karls Auftrag neu erbauten Marienwallfahrtskirche wurde die Grablege für das Haus Liechtenstein angelegt. 1638 übernahm er das Kommando über die ungarische Festung Raab, die er in den Folgejahren verstärken ließ. Dort verstarb er am 23. April 1643. Sein Leichnam wurde nach Wranau überführt und in der Familiengruft an der Seite seiner Gattin bestattet.